# Gregor Petelin
Gregor Petelin (* 1974/1975) ist ein ehemaliger deutscher Footballspieler.

## Leben
Petelin gehörte ab 1992, dem Jahr der Vereinsgründung, zum Aufgebot der Hamburg Blue Devils. Er gewann mit der Mannschaft 1996 die deutsche Meisterschaft sowie in den Jahren 1996, 1997 und 1998 auch den Eurobowl. Nach dem Ende der Saison 1999 verließ er die Hamburger und lief 2000 für den Nordrivalen Kiel Baltic Hurricanes auf. Zur Saison 2001 kehrte der Passverteidiger zu den Hamburg Blue Devils zurück, im Mai 2001 erlitt er einen Achillessehnenriss. Damit endete seine Zeit bei den Blauen Teufeln.